# Distretto di Gore
Il distretto di Gore è un'autorità territoriale della Nuova Zelanda che si trova entro i confini della regione di Southland, nell'Isola del Sud. La sede del Consiglio distrettuale si trova nella città di Gore.
Originariamente conosciuta col nome di Longford, la città di Gore venne ribattezzata in onore di Sir Thomas Gore Browne, uno dei primi Governatori della Nuova Zelanda. Essa è la seconda città per popolazione del Southland dopo Invercargill, ed è tagliata in due dal fiume Mataura.

## Amministrazione

### Gemellaggi
- Tamworth, Nuovo Galles del Sud, Australia